# Austrofašismus

Vlajka austrofašistické Vlastenecké fronty

Austrofašismus (německy Austrofaschismus, také rakouský fašismus) je jedním z cizích názvů pro autoritářský vládní systém v Rakousku v letech 1933/34 až 1938, založený na korporativistických, klerikálních a fašistických myšlenkách, který byl zčásti inspirován diktaturou Benita Mussoliniho v Itálii. Vlastní označení bylo Korporátní stát. Termín austrofašismus je mezi historiky kontroverzní, protože ne všichni souhlasí se zařazením do fašismu. Někteří historici přiřazují austrofašismus ke klerofašismu. Používané alternativní názvy jsou diktatura kancléře a diktatura Dollfuss-Schuschnigg. 
Tento odklon od demokracie rozvinul a podpořil v letech 1933/34 spolkový kancléř Engelbert Dollfuss a po jeho zavraždění Kurt Schuschnigg a Vlastenecká fronta. Ve dnech 11./12. března 1938, s „Anschlussem Rakouska“ k Německé říši, byla tato diktatura nahrazena vládou národních socialistů.

## Vznik austrofašistického systému
Korneuburskou přísahou Heimwehru z 18. května 1930 byla eliminace parlamentu a protidemokratický kurz namířený především proti opoziční sociální demokracii (viz linecký program sociálních demokratů z roku 1926) formulován jako tzv. první program. „Odmítáme západně demokratický parlamentarismus a stranický stát“ byl jednou z formulí, na které přísahali mnozí mladí křesťansko-sociální politici jako pozdější spolkoví kancléři Leopold Figl a Julius Raab spolu se spolky Heimwehru z celého Německa.
Ve volbách do Národní rady v roce 1930 získali rakouští národní socialisté přes 100 000 hlasů, ale žádný mandát. V zemských volbách roku 1932 ve Vídni, Dolním Rakousku a Salcburku získali národní socialisté 336 000 hlasů. Tyto zisky byly primárně na úkor Velkoněmců.
Jen ve Vídni získali národní socialisté 201 000 hlasů, a zvýšili tak svůj podíl na hlasech sedminásobně. Vídeňští sociální demokraté si udrželi 59% podíl ve volbách, křesťanští socialisté mírně ztratili. V souběžných volbách do místních zastupitelstev v Korutanech a Štýrsku byly výsledky poněkud skromnější, ale stále významné.
Toto dramatické posílení národních socialistů jasně ukázalo, že vláda složená z křesťanských socialistů, Landbundu a Heimwehru ztratí v příštích celostátních volbách svou již tak těsnou většinu (pouze jeden mandát). To stále více vedlo k úsilí o nastolení diktatury; projekt podpořil zejména Benito Mussolini.

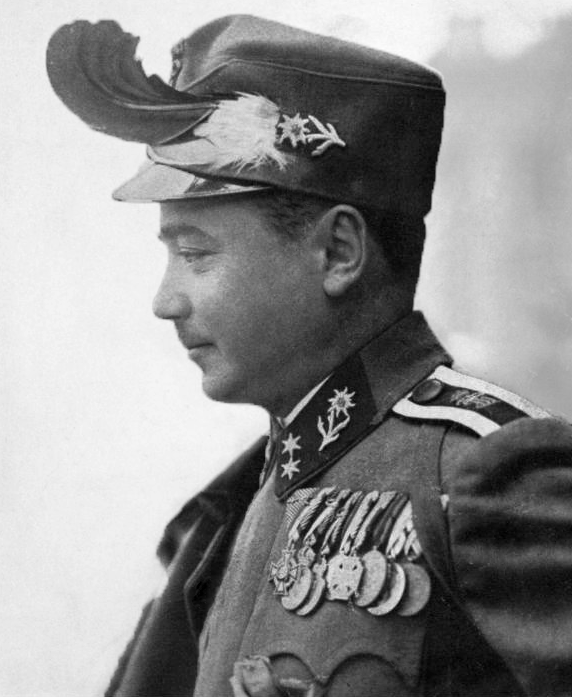
Engelbert Dolfuss

Dollfuss - byl jmenován spolkovým kancléřem v květnu 1932 - vládl od 1. října 1932, částečně s odkazem na zákon o zmocnění válečného hospodářství z roku 1917, který byl přijat v rámci přechodného ústavního zákona z roku 1920 (VÜG 1920), ale bez parlamentní kontroly monarchie začleněné do republikánské federální ústavy. Dollfuss veřejně prosazoval postup podle § 7 odst. 2 VÜG 1920 a v parlamentu nebyly vzneseny žádné návrhy na zrušení tohoto ústavního ustanovení, které v těsně poválečné době využívali i sociální demokraté.
Krize jednacího řádu Národní rady byla odstartovaná 4. března 1933 a dala důvod ke zrušení veškeré parlamentní kontroly. Tehdejší vláda to označila za „samolikvidaci parlamentu“. Dollfuss nyní využil pravomoci § 7 odst. 2 VÜG 1920 jako právního nástroje k úplnému odstranění demokracie.
Dne 7. března 1933 vydala rada ministrů zákaz shromažďování. Bylo vydáno tiskové nařízení maskované jako ekonomická pojistka. KWEG 1917, na který byl převeden § 7 odst. 2 VÜG 1920, však výslovně odkazoval pouze na hospodářská opatření, nad nimiž měla pravomoc vláda - takže i tisková vyhláška byla označována za hospodářské opatření. Podle tohoto tiskového nařízení se za určitých podmínek, například pokud „v důsledku porušení vlasteneckého, náboženského nebo mravního cítění došlo k ohrožení veřejného klidu, pořádku a bezpečnosti [...]“, noviny, které již byly zabaveny, lze odeslat dvě hodiny před distribucí k objednání. Bylo jasné, že to byla čistě předběžná cenzura, ale vláda se snažila udržet zdání svobodného tisku.
Když opozice chtěla 15. března 1933 obnovit činnost Národní rady, zabránilo tomu policejní násilí. Parlament byl obklíčen 200 detektivy a sociálně demokratickým a velkoněmeckým poslancům bylo zabráněno ve vstupu. Sociálnědemokratická strana měla prozatím povolenou další existenci, ale 31. března 1933 vláda zakázala Republikánskou ochrannou ligu sociálních demokratů. Na druhé straně byla potvrzena legitimní existence protiorganizací k Schutzbundu, polovojenských vídeňských spolků pro vnitřní bezpečnost. 10. dubna 1933 byla tzv. Glöckelovým dekretem zavedena povinná účast na náboženských obřadech. Autor dekretu, bývalý sociálnědemokratický ministr školství Otto Glöckel byl v roce 1934 zatčen ve své kanceláři v Palais Epstein v důsledku „únorového povstání“, kterého se osobně neúčastnil. Po zatčení byl převezen do vězení.
10. května 1933 vláda nařídila pozastavení všech federálních, státních a místních voleb. 26. května byla rozpuštěna Rakouská komunistická strana a 19. června NSDAP. 30. června byl na žádost katolické církve rozpuštěn Freidenkerbund. Sociálním demokratům a velkoněmcům bylo prozatím umožněno nadále existovat.
Dollfuss v září 1933 prohlásil, že jeho cílem je autoritářský korporativní stát, a nyní směřoval ke konfrontaci se sociální demokracií. Následovalo zatýkání příslušníků Schutzbundu. Zadržovací tábor Wöllersdorf byl zřízen k zadržování politických odpůrců. Když policie v ranních hodinách 12. února 1934 prohledala hotel Schiff, sídlo strany sociálních demokratů v Linci, tak se Schutzbund  postavil na odpor a vypukla krátká občanská válka. Téhož dne byla zakázána sociálnědemokratická strana. Centry sporů byly hornorakouské průmyslové oblasti, Horní Štýrsko a Vídeň. Během několika dní byl Schutzbund poražen vojenskými silami Heimwehru a Bundesheeru, které použily i dělostřelectvo.
Na „zasedání Národní rady“ dne 30. dubna 1934 přijali členové Vlastenecké fronty zákon, který vládě svěřil všechny pravomoci, které dříve příslušely Národní radě a Spolkové radě.

## Konstituce diktatury
Dokončení tohoto převratu představovalo „ústava“, která byla vydána 1. května 1934 – ne náhodou v jeden z nejvýznamnějších svátků potlačovaného dělnického hnutí. Místo:„Rakousko je demokratická republika. Zákon vychází z lidu“ stálo v nové ústavě: „Ve jménu všemohoucího Boha, od něhož pochází veškeré právo, přijímá rakouský lid tuto ústavu pro svůj křesťanskoněmecký spolkový stát na korporativním základě“. Státní označení Rakouská republika bylo nahrazeno Spolkovým státem Rakousko.

Stát zvolil jako znak berlí kříž na základě historických, pravděpodobně předhabsburských symbolů.

Berličkový kříž

### Spravedlnost
Po zrušení parlamentu se vláda v roce 1933 zbavila i Ústavního soudu. Čtyři křesťanskosociální ústavní soudci byli přesvědčeni, aby rezignovali, což znamená, že soud již nebyl usnášeníschopný.
Vláda tak zabránila velmi pravděpodobnému zrušení „nouzových dekretů“, kterými se několik měsíců řídila. Zrušení Ústavního soudu bylo právně zajištěno vyhláškou o zákazu jmenování nových ústavních soudců.
V září 1933 vláda zřídila několik záchytných táborů (např. záchytný tábor Kaisersteinbruch) pro internaci politických odpůrců. Kromě sociálních demokratů, socialistů, komunistů a anarchistů zde bylo po červencovém převratu v roce 1934 vězněno velké množství národních socialistů.
11. listopadu 1933 vláda Dollfusse zavedla stanné právo, čímž obnovila trest smrti za určité zločiny (vražda, žhářství a veřejné násilí zlomyslným poškozením majetku někoho jiného). Procesy vedli čtyři soudci a státní zástupce, jednání trvalo maximálně tři dny, přičemž obžalovaný byl buď zproštěn obžaloby, nebo odsouzen k trestu smrti oběšením. Pokud proces trval déle než tři dny, nejednalo se již o stanný soud, ale o řádný soud, který již nemohl ukládat trest smrti. Spolková vláda si také zajistila možnost navrhnout spolkovému prezidentovi milost a několikrát tak zachránila před trestem smrti lidi, kteří byli politicky blízcí křesťanským socialistům.
Mentálně postižený Peter Strauss se zapsal do dějin jako první člověk, který zemřel u válečného soudu. Od 12. do 21. února 1934 podléhal nouzovým dekretem zkrácené jurisdikci i trestný čin „vzpoury“, takže lidé, kteří se účastnili únorových bojů, mohli být odsouzeni k trestu smrti. Mezi prominentní politické oběti souhrnného trestu smrti za austrofašismu patřili sociálně demokratičtí vůdci únorového povstání, včetně Karla Münichreitera, Georga Weissela, Kolomana Wallische, Emila Swobody a Josefa Staňka.
19. června 1934 změna zákona znovu zavedla trest smrti v běžném procesu. V Rakousku bylo od února 1934 do března 1938 vyneseno celkem 141 rozsudků smrti, většina z nich byla změněna na trest odnětí svobody a 45 lidí bylo popraveno.
V září 1934 dosáhl počet politických vězňů držených v detenčních táborech 13 338. V korporativním státě bylo z politických důvodů uvězněno celkem asi 16 000 Rakušanů. 

### Vzdělávací politika
Již v roce 1933 byla přijata řada zákonů, které měly přetvořit rakouskou vzdělávací politiku v souladu s austrofašistickými principy. Katolické církvi byl přiznán silný vliv na vzdělávací systém, který předtím sekularizoval Otto Glöckel. V Rakousku musel každý, kdo chtěl dokončit vyšší školu s maturitou, navštěvovat výuku náboženství. Dívkám bylo opět ztíženo dosáhnout vyšší úrovně vzdělání. V létě 1933 byla navíc ve školách zakázána činnost všem opozičním mládežnickým organizacím ze socialistického, německého nacionalistického a nacionálně socialistického tábora. V roce 1936 je nahradila nově založená Rakouská mládež.

znak Rakouské mládeže

V roce 1933 federální vláda také přijala několik zákonů na univerzitní úrovni. Zaprvé došlo ke snížení počtu vysokoškolských učitelů a asistentů, což znamenalo, že zejména učitelé kritičtí vůči režimu mohli být zbaveni svých funkcí. Jiným zákonem byla disciplinární řízení, která byla dříve v kompetenci příslušné univerzity, podřízena federálnímu ministerstvu, což mělo nepříznivý dopad i na kritické zaměstnance univerzity.
Od nynějška se akademickými funkcionáři mohli stát pouze lidé, kteří byli členy Vlastenecké fronty. „Každá uvolněná židle musí, pokud je k dispozici správný muž, být obsazena univerzitním učitelem, který je loajální k vlasti a případně má také zvláště křesťanské postoje,“ oznámil ministr školství Hans Pernter poté, co byly přijaty nové univerzitní zákony.
Pro ideologickou přípravu studentů vláda zavedla povinné přednášky o „ideových a historických základech rakouského státu a o ideologické a občanské výchově“ a zřídila povinné, vojensky provozované univerzitní tábory. Právní text, který upravoval zavedení vojenských vysokoškolských táborů, říká: „Každý univerzitní tábor by měl mít vojenského a pedagogického ředitele, tedy důstojníky a pedagogické ředitele, přičemž první by měl mít na starosti vojenské velení a předvojenskou přípravu, druhý za přednášky a volnočasové aktivity." Takový vysokoškolský tábor zahrnoval asi 100 studentů najednou.

### Hospodářská a sociální politika
V oblasti zahraničního obchodu byl již v roce 1930 opuštěn liberální systém volného obchodu a zaveden model soběstačnosti. Nejvyšším maximem byla izolace rakouského trhu od světového trhu, od kterého se očekávalo hospodářské oživení. Globálním ekonomickým pozadím byl krach akciového trhu v New Yorku v roce 1929.
V roce 1932 bylo v Rakousku ročně v průměru 468 000 nezaměstnaných. V roce 1933 se počet nezaměstnaných zvýšil na 557 000, procento 25,9. Situaci zhoršoval fakt, že stále více nezaměstnaných bylo považováno za vyloučené. Ztratili veškerý nárok na vládní podporu. V následujících letech (1933 až 1937) index státních sociálních výdajů klesl ze 100 na 79,42.
Cílem Křesťanských socialistů a Heimwehru bylo „zrušení třídního boje“. Za tímto účelem byly násilně zakládány profesní svazy dělníků a zaměstnavatelů, tzv. korporace, s cílem podkopat a nahradit dělnické odborové organizace. Od roku 1934 fungovala pouze jednotná odborová organizace, která byla silně kontrolována státem. Společenskou odpovědnost delegoval stát na „podnikové“ dílčí jednotky.
Na druhé straně průmyslový sektor dostal do značné míry ochrannou funkci státu. V roce 1933 vláda zavedla zákaz obchodu, v roce 1934 následoval prohibiční zákon, který byl v následujících letech několikrát zpřísněn. Tato politika představovala radikální odklon od liberálních obchodních předpisů, které platily po desetiletí, což vyvrcholilo znovuzavedením cechovního systému v roce 1935. „Tím, že trval na ortodoxních modelech, vznikla pro hospodářskou politiku v rakouském korporátním státě nesnáze, která umožnila na všech úrovních převládnout vnitřní rozpory,“ shrnuje rakousko-fašistickou hospodářskou politiku ekonom Gerhard Senft.

### Kulturní politika
Oficiální kulturní politika se během austrofašismu vyznačovala afirmací baroka a dalších „předrevolučních“ stylů. Termínem „předrevoluční“ rozumíme dobu před francouzskou revolucí v roce 1789. V této souvislosti se opakovaně kladně zmiňovalo o „schopnosti Rakouska bránit se“ v době turecké hrozby s cílem udržet obraz „hrozby z východu“ při životě nebo jej připomenout a nyní promítnout do komunistického režimu Sovětského svazu.
Autor Robert Musil komentoval rakousko-fašistickou kulturní politiku v roce 1934 slavnými slovy: „Není to zlý duch, ale zlé šílenství rakouské kulturní politiky“. 

### Ideologická orientace

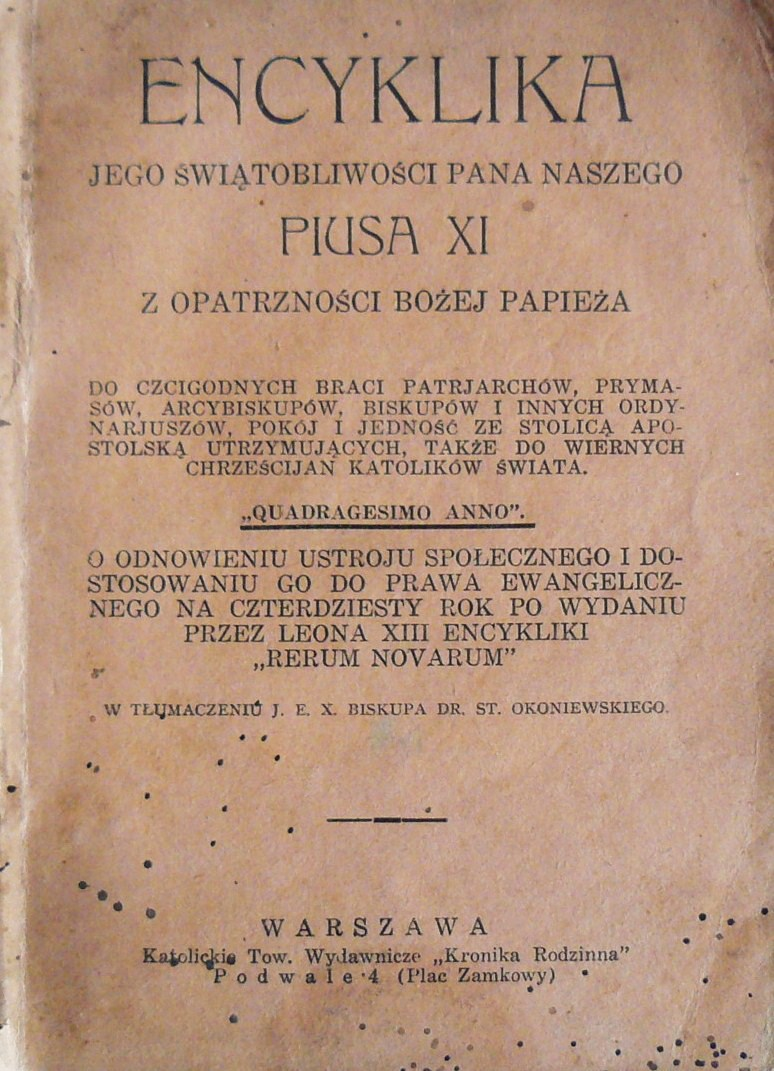
Encyklika Quadragesimo anno v polštině

Austro-fašistický korporativní stát byl úzce založen na ideálu křesťanského korporativního státu, jak jej navrhoval papež Pius XI. vyvinula v roce 1931 encyklika Quadragesimo anno. Ideologickými základy korporativního státu byly, stejně jako v ostatních fašistických zemích té doby, odmítnutí třídního boje a snaha o „stavovskou harmonii“ v autoritativním státě. Cílem austrofašismu bylo „přehnat Hitlera“ národními socialisty. V tomto kontextu je třeba vidět jak ideologii autoritářského vůdce, tak ustavení Vlastenecké fronty, která byla zamýšlena jako masová a jednotná strana.
Na rozdíl od národnostně-společenského smýšlení národních socialistů, které bylo založeno na rasové ideologii, sehrály v austrofašistické variantě důležitou roli zvláštní dějiny Rakouska. Na rozdíl od Německé říše byla použita k podtržení tvrzení, založeného na katolické orientaci režimu, že Rakušané jsou „lepší Němci“. Z hlediska křesťansko-sociálního pohledu na dějiny se monarchie stala ideálem mocného multietnického státu, kterým Rakousko po Saint-Germainské smlouvě již nebylo.
Zahraničně-politicky se austrofašismus snažil uchránit před mocenským nárokem německých národních socialistů spoluprací s Mussolinim, jehož fašismus měl blíže k rakouské variantě.

## Podpora systému

### Církev
Neexistují žádné důkazy o tom, že by Vatikán nebo rakouská církev dotlačilo Dollfusse k diktatuře. Nicméně římskokatolická církev uvítala austrofašistický puč, stejně jako o něco později ve Španělsku.
„Rok 1933 přinesl bohaté požehnání milosti celému křesťanství a mnoho radostí naší vlasti Rakousku […]. Vy (vláda, pozn.) již můžete poukázat na řadu prospěšných činů, které zajišťují a podporují to pravé dobro,  “
Říká vánoční dopis rakouských biskupů z roku, kdy Dollfuss zlikvidoval demokraticky zvolený parlament. Kardinál Innitzer z Vídně uvítal odstranění parlamentu jako „úsvit nové éry“, kterou přirovnal k době protireformace. Mottem Katolického dne, který v říjnu 1933 zorganizoval Taras Borodajkewycz, bylo Numquam retrorsum („Nikdy se nevracej“).

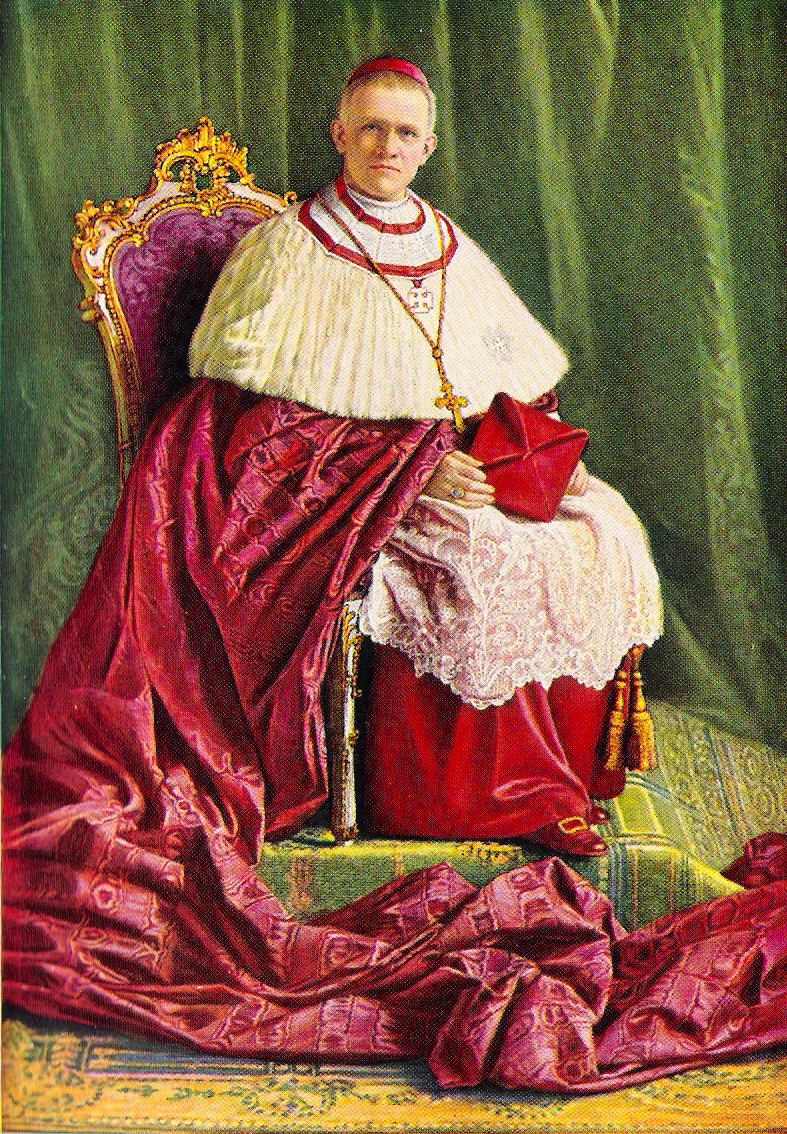
Theodor kardinál Innitzer

10. května 1933 podepsal ministr spravedlnosti Kurt Schuschnigg konkordát a 16. srpna vláda ztížila odchod z katolické církve. Od nynějška museli všichni lidé, kteří byli ochotni otočit se zády ke katolické církvi, podstoupit zkoušku svého duševního a emocionálního stavu . Okresní úřady odpovědné za výstup mohly tento postup prodlužovat, jak dlouho chtěly. V důsledku snah o rekatolizaci odcizené dělnické třídy vznikly během krátkého období austrofašismu četné církevní stavby.
V neposlední řadě díky tomuto postoji vstřícnému vůči církvi získal rakousko-fašistický režim oficiální podporu také ze strany Vatikánu . Papež Pius XI. již 28. října 1933 požehnal „šlechetným mužům, kteří vládnou Rakousku v této době, v těchto dnech, kteří řídí Rakousko tak dobře, tak rozhodně, tak křesťansky“, a dokonce během únorových bojů v roce 1934 dostal Dollfuss apoštolské požehnání papeže.
Sám Dollfuss se hluboce zajímal o katolickou renesanci. Během projevu v klusáckém kurzu 11. září 1933 oznámil jako svou vizi „sociální, křesťansko-německý stát Rakousko na korporátním základě, pod silným autoritářským vedením“. O klerofašistické Rakousko byl ale také značný zájem ze strany církve. Církevní hodnostáři se zúčastnili úklidu dělnických knihoven v Ebensee a Steyru. Ve Steyru se zásoby snížily ze 4000 na 900 knih, z nichž dalších 200 bylo zablokováno. Kromě vysloveně levicové literatury byly zasaženy i spisy židovských autorů. Církevní zprávy o těchto událostech uvádějí: „Čtyři případy knih byly předány policii ke zničení. Byly to ryze socialistické, erotické a protináboženské knihy. Nejhorší erotické a proticírkevní knihy byly předány policii v roztrhaném stavu“.
Evangelické církve AB a HBv Rakousku zažili austrofašismus jako „novou protireformaci“ a reagovali v mnoha farnostech tak, že se obrátili na Německou říši jako na mateřskou zemi reformace, aniž by si uvědomovali, že se německé evangelické regionální církve sbližují. V roce 1934 došlo k vlně dělníků, kteří předtím opustili římskokatolickou církev, což zvýšilo počet protestantů v Rakousku asi o 25%. Austrofašistický režim následně zavedl masivní překážky pro konverzi k některé z protestantských církví, jako například nucenou psychiatrickou léčbu těch, kteří se chtěli připojit, zákaz zakládání nových farností, zákaz revizí církevní ústavy, maření náboženské výchovy a v jednotlivých případech zákaz pohřbívání protestantů na místních hřbitovech. V důsledku toho se nálada ve velké části evangelické církve AB v Rakousku natolik zradikalizovala, že Adolf Hitler byl považován za jediného možného zachránce evangelických církví v Rakousku. Nesouhlasné hlasy jako superintendent Heinzelmann (důvěryhodný představitel evangelické církve AB; titul, který byl zaveden neoficiálně, protože austrofašistická vláda zakázala zavedení biskupství) již ve vzrušené atmosféře nebyly slyšet.

### Rakouské sdružení kartelů
Österreichischer Cartellverband (ÖCV) převzalo intelektuální podpůrnou funkci pro režim během austrofašistického období. Nejen z tohoto důvodu se společenský vzestup spolku kryl s koncem parlamentní demokracie a nastolením austrofašistického systému.
V letech 1933 až 1938 zastávali téměř všechny důležité veřejné funkce členové ÖCV. Engelbert Dollfuss byl po celý svůj život považován za „vůdce“ v oficiálním jazyce ÖCV a byl tak také označován. Na oplátku se Dollfuss postaral o to, aby mladí akademici, kteří patřili k ÖCV, mohli rychle postoupit na nejvyšší pozice v politice a administrativě. Předsedovi vlády bylo navíc uděleno slovo při obsazování funkcí v rámci ÖCV.

Tvrdí to historik Stephan Neuhäuser:
„Nejméně 37 % všech studentských členů ÖCV podporovalo různé vojenské formace Bundesheer a Heimwehr během únorových událostí roku 1934 (...) Ve Štýrském Hradci se 70 % aktivních ÖCVers účastnilo ze strany vládních jednotek. a domácí stráže, v Leobenu 45 %, ve Vídni 33 % a v Innsbrucku 29 %. Největšími kontingenty byly Babenberg Graz (40), Carolina Graz (40), Austria Vídeň (53), Austria Innsbruck (49), Norica Vídeň (64) a Rudolfina Vídeň (54).  ”
Podíl členů ÖCV v různých orgánech austrofašistického státu byl enormně vysoký. Ve Spolkové radě to bylo 90 procent. Spolu s Otto Kemptnerem, spolkovým bratrem Engelberta Dollfusse, byl pověřen zřízením Vlastenecké fronty. Členství v ÖCV bylo povinné od roku 1933.
Vliv ÖCV na rakouskou vládní politiku byl evidentní. Ve spolkové vládě Dollfuss I patřilo k asociaci šest z deseti ministrů a po třech změnách vlády to bylo osm z deseti. Spolková vláda Dollfuss II/Schuschnigg I se skládala výhradně z členů ÖCV. Podobně tomu bylo i v ostatních Schuschniggových vládách, v nichž se ÖCV podařilo obsadit zhruba polovinu ministerských postů. Dokonce i když byli národní socialisté v roce 1936 přijati do vlády, čtyři ministři z ÖCV byli stále součástí kabinetu a dokonce i v nacionálně socialistické loutkové vládě pod vedením Arthura Seysse-Inquarta byli Wilhelm Wolf a Oswald Menghin členy ÖCV, a proto byly z ÖCV vyloučeny. Jako protipříklad slouží Ernst Karl Winter, který od své společné vojenské služby s Engelbertem Dollfussem opakovaně vystupoval proti jeho politice a vedl kampaň za demokracii, parlamentarismus a usmíření s dělnickou třídou.
Po odvolání sociálnědemokratického starosty Vídně v důsledku únorových událostí 1934 se novým starostou stal Richard Schmitz, člen Kartelového spolku. Již v roce 1933 byly z ÖCV zemští hejtmani Burgenlandu, Dolního Rakouska, Horního Rakouska, Tyrolska, Salcburska, Štýrska a Vorarlberska.

## Antisemitismus
Postoj rakousko-fašistické vlády k židovské komunitě v Rakousku byl nejednoznačný. Na jedné straně nebyly přijaty žádné protižidovské zákony a židovští občané se mohli snadno připojit a být aktivní ve Vlastenecké frontě. Na druhou stranu se režim nijak vážně nesnažil zastavit antisemitské útoky na obyvatelstvo. Diskriminace Židů ve veřejném životě, která existovala před rakousko-fašistickým uchopením moci, tak zesílila. Pravidelně probíhaly soukromě organizované výzvy k bojkotu židovských podnikatelů a dokonce i obchodní blokády. Po podpisu červencové dohody prudce vzrostly fyzické útoky národních socialistů na Židy, kterým policie a soudnictví čelily jen nedostatečně.
Četné organizace, které měly blízko k režimu, měly otevřeně antisemitský program, jako například fašistický Heimwehr. Také v římskokatolické církvi, neméně mocném pilíři korporativního státu, byly silné protižidovské tendence, které reprezentoval mimo jiné biskup Alois Hudal. V roce 1935 zaútočili studenti z ÖCV také na židovské studentské bratrstvo na vídeňské univerzitě. 
Od roku 1933 začala ve veřejné správě tvrdá diskriminace židovských státních úředníků. Řada z nich byla propuštěna ze služby pod záminkou, že mají blízko k sociálně demokratické nebo komunistické straně. Časopis Der Judenweg uvedl: „Čtyři pětiny propuštěných Židů neměly nic společného s politikou a byly propuštěny pouze proto, že byli Židé“.  V roce 1935 pouze 0,4 % všech státních zaměstnanců byli Židé (682 z celkového počtu 160 700 státních úředníků), ve srovnání s 2,8 % židovské populace.
Podle výnosu ministra školství Kurta Schuschnigga ze 4. července 1934 by si křesťanští a židovští studenti měli založit vlastní třídy, pokud bude dostatek židovských studentů. Ve Vídni bylo devět škol s židovskými třídami . 
Antisemitismus během austrofašismu byl velmi odlišný od nacistického antisemitismu ničení. I když vláda strukturálně diskriminovala Židy ve veřejném životě, mnozí z nich podporovali austrofašismus, protože se jim ve srovnání s nacistickou diktaturou jevil jako menší zlo, např. Karl Kraus, který sice konvertoval, ale z pohledu nacistů byl pořád považován za Žida. 

## Konflikt s nacionálním socialismem a konec režimu

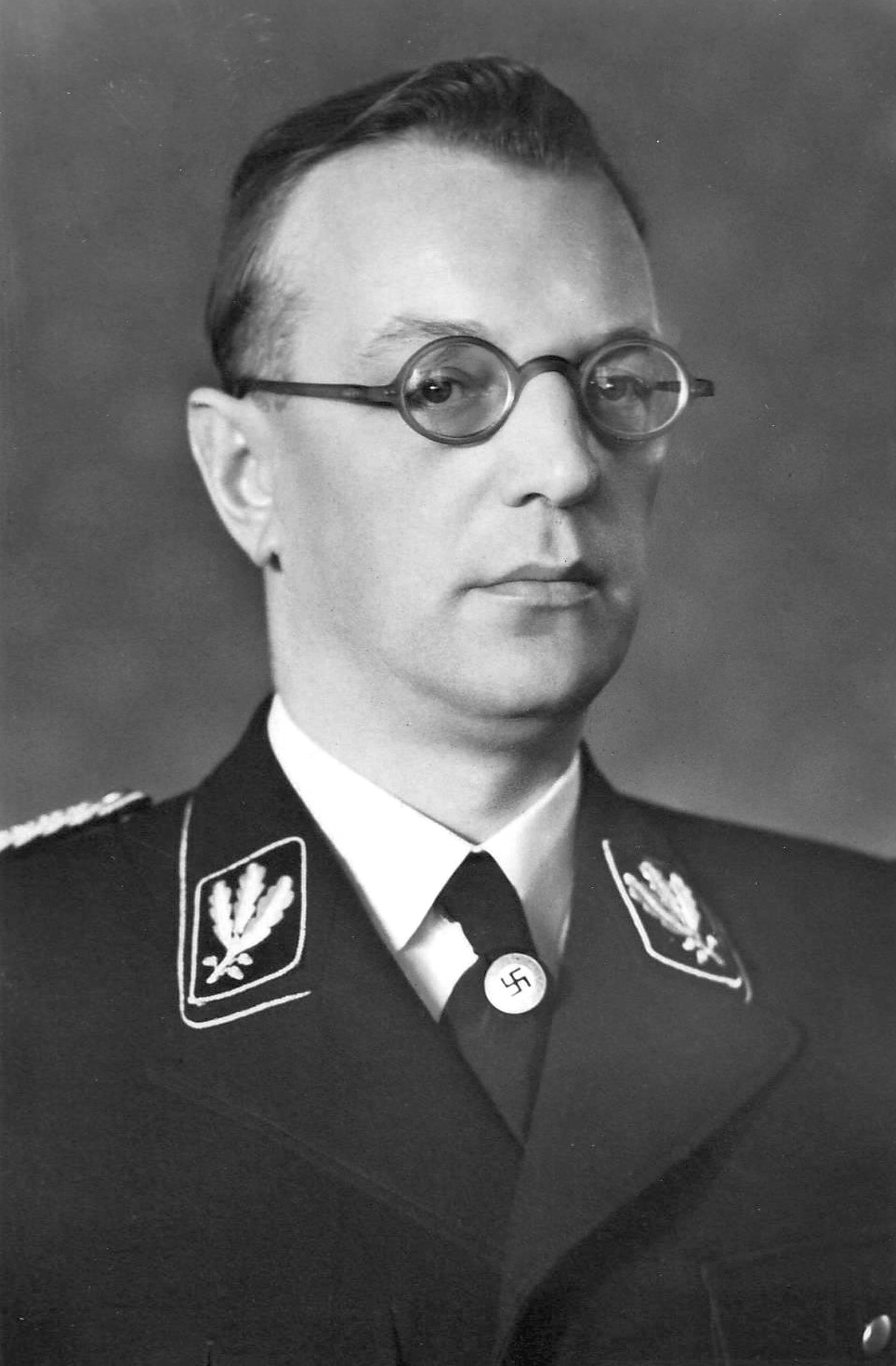
Arthur Seyss-Inquart

Přes existující podobnosti mezi austrofašismem a nacionálním socialismem (např. v odmítání pluralitní demokracie) byly i mezi těmito ideologiemi zřetelné rozdíly (srov. diskuse o pojmu austrofašismus). Tyto rozpory provázel otevřený konflikt mezi představiteli rakouského korporativního státu a příznivci národního socialismu. Tento konflikt vyvrcholil útokem ručního granátu ze strany dvou nacistů 19. června 1933, kteří zaútočili na skupinu křesťansko-německých gymnastů a zranili 30 gymnastů. V důsledku toho bylo NSDAP zakázáno působit v Rakousku, což se de facto rovnalo zákazu této organizace. 
V červenci 1934 se rakouští národní socialisté, kteří většinou pracovali v ilegalitě, pokusili sesadit rakousko-fašistickou vládu a chopit se moci v tzv. červencovém puči. Přestože pokus o převrat selhal, zavraždili kancléře Engelberta Dollfusse. Ve funkci spolkového kancléře jej vystřídal bývalý ministr spravedlnosti Kurt Schuschnigg. Kritizoval také nacionální socialismus a připojení k Německé říši. Teprve pod nátlakem uzavřel v roce 1936 červencovou dohodu s Německou říší, ve které učinil ústupky národním socialistům, ale přesto Adolf Hitler neuznal nezávislost Rakouska. V důsledku toho byla udělena amnestie 17 000 rakouských národních socialistů. Edmund Glaise von Horstenau jako ministr bez portfeje a Guido Schmidt jako státní tajemník na ministerstvu zahraničí byli přijati do austrofašistického vládního kabinetu jako důvěrníci národních socialistů. Dále byl vytvořen „Lidový politický odbor“ jako dílčí organizace Vlastenecké fronty, se kterou byla do strany začleněna ilegální nacionálně socialistická opozice. Byly legalizovány četné dříve zakázané nacionálně socialistické noviny. Tento vývoj dal národním socialistům stále větší podporu.
12. února 1938 Hitler donutil Schuschnigga k tzv. Berchtesgadenské dohodě, která pokračovala v postupném přebírání moci národními socialisty. Národní socialista Arthur Seyss-Inquart, který byl jmenován do Státní rady v roce 1937, se stal ministrem vnitra a bezpečnosti. Schuschnigg vyhlásil referendum o nezávislosti Rakouska na 13. března jako poslední pokus o zachování nezávislosti Rakouska. Hitler jej však poté pod hrozbou vojenské intervence donutil abdikovat ve prospěch Seyss-Inquarta. 12. března Němci vpochodovali do Rakouska, aniž by narazili na vojenský odpor a za jásotu četných Rakušanů. Hlasování se nekonalo.
Schuschnigg byl později uvězněn nacisty v koncentračním táboře. I když se mu tam stále dostalo přednostního zacházení, smrti unikl jen díky osvobozovací akci ( osvobození rukojmích SS v Jižním Tyrolsku důstojníkem Wehrmachtu z Alvenslebenu). 

## Následky

### Politická debata
Velká koalice do roku 1966 přispěla k tomu, že austrofašismus byl v politickém a vědeckém diskurzu tabu („koaliční historiografie“). To bylo také snazší, protože rakouská diktatura byla překryta následnou vládou národního socialismu.  Dodnes neexistuje v Rakousku – zejména mezi velkými politickými stranami – žádný společný, obecně přijímaný pohled na historii, pokud jde o léta austrofašismu.  Zatímco Dollfuss je některými stále vnímán jako „hrdinský kancléř“ a „ mučedník “, jiní z levicového tábora ho popisují jako „dělnického vraha“ a „fašistu “.
Zejména politici z řad ÖVP se slovu „fašismus“ zcela vyhýbají a místo toho používají výrazy jako korporátní stát (vlastní označení režimu), pokud jde o roky 1933 až 1938. Dlouhou dobu byla v konzervativních kruzích oblíbená i „teze sdílené viny“. Před rakousko-fašistickým převzetím se sociální demokraté rozhodli vyhlásit generální stávku pouze v případě násilného zrušení parlamentu. Když 15. března 1933 skutečně došlo k „odstranění parlamentu“, ani dříve hrozící generální stávka se neuskutečnila a vedení sociálně demokratické strany prohlásilo, že je stále ochotno jednat.

Austrofašismus (např. historiky blízkými ÖVP jako Gottfried-Karl Kindermann) je dodnes vykreslován jako hráz proti nacionálnímu socialismu, čemuž odpovídá i zmíněná mytizace Dollfusse jako „mučedníka kancléře“. O této tezi se však po desetiletí pochybovalo, zvláště od té doby, kdy byla prokázána intenzivní spolupráce mezi austrofašistickými a nacionálně socialistickými politiky – zejména v závěrečné fázi režimu. Současný historik Gerhard Botz popisuje selhání austrofašismu v tomto ohledu takto:
„Autoritářský, silně autoritářský režim Dollfusse a Schuschnigga, zpočátku silně protinacistický, po svržení sociální demokracie a počínajícím stažení Mussoliniho ochranné ruky rychle ztratil svou sílu odolávat rostoucí síle národního socialismu zvenčí i zevnitř. Ustavením autoritářských struktur zároveň otevřela další možnost (poloilegálním) nacistům, kteří byli stále více přijímáni do státního aparátu, k (pseudo)legálnímu převzetí moci v březnu 1938.“ 
Do července 2017 visel v poslaneckém klubu Rakouské lidové strany obraz austrofašistického kancléře Engelberta Dollfusse.  Poslanecký klub ÖVP a Mladá ÖVP Vídeň každoročně pokládají věnec na hrob Engelberta Dollfusse. Pravidelně tam pokládá věnce i rakouské sdružení kartelů, které má blízko k ÖVP. Dnes je Dollfuss čestným členem 16 sdružení ÖCV, jeho nástupce Kurt Schuschnigg má devět čestných členství.
V posledních letech je však v politické debatě stále více kritizováno i to, jak se konzervativní kruhy vypořádávají s austrofašistickou minulostí. Vzpomínkový akt uspořádaný ÖVP v červenci 2004 k 70. výročí úmrtí Engelberta Dollfusse opět vyvolal širokou politickou debatu, v jejímž důsledku bylo z velké části odsouzeno nakládání strany s vlastní minulostí.

### Historická klasifikace
Vzhledem k tomu, že rakouský korporativní stát na jedné straně obsahuje prvky fašismu a na druhé straně odkazuje na katolickou sociální nauku , dostal také termín „klerofašismus“. Existují velmi jasné ohlasy Estado Novo v Portugalsku a frankismu ve Španělsku. Austrofašismus je ideově srovnatelný s tradicionalistickou školou, která existovala v italském fašismu a také v národním socialismu, které v Itálii reprezentoval Julius Evola a v Německé říši Carl Schmitt.
Otázka, zda byl austrofašismus „skutečným“ fašismem, je v domácí rakouské debatě zvláště kontroverzní. Tvrdí se, že systém postrádal základní rysy fašistického režimu, protože neexistovala žádná skutečně srozumitelná ideologie, žádná masová strana, ale především žádná masová základna. Stejně tak plánované instituce korporátního státu zůstaly přinejlepším torzem. Ostatní charakteristiky fašismu, jako je expanzivní, agresivní zahraniční politika, ideologicky jednotné, mocné vojenské formace a silné charismatické vedení s koncentrací moci do značné míry chyběly.  Systém je proto někdy nazýván imitačním fašismem. Historik Ernst Hanisch s odkazem na Otto Bauera hovoří o polofašismu , aby charakterizoval léta 1933 až 1938.  Také Kurt Bauer považuje termín austrofašismus dodnes za kontroverzní kvůli nedostatku masového základu. Dalo by se také mluvit o „polofašistické, autoritářské vládní diktatuře“. Stanley Payne popisuje Rakousko mezi lety 1933 a 1938 jako korporativisticko-autoritářský systém, který má více společného s katolicko-konzervativním režimem Estado Novo Portugalsku než s fašismem a národním socialismem. Pro tuto charakteristiku je podle Payna rozhodující především absence imperialistické zahraniční politiky a agresivní antisemitismus. 

Filosof a historik Norbert Leser považuje „austrofašismus“ za historicko-politický bojový termín bez jakéhokoli významného vědeckého základu:
„Charakterizace korporativního státu jako austrofašismu v historiografii levice neslouží ani tak k vědecké orientaci, jako k politické instrumentalizaci. S tímto úplným odsouzením již obsaženým v termínu byly a jsou předkládány argumenty k očernění minulosti politického protivníka a k tomu, aby se člověk sám zaskvěl ve všem jasnějším světle.”
Podobně historik Robert Kriechbaumer klasifikuje termín „austrofašismus“ jako „nevhodný bojový termín Otto Bauera pro historickou analýzu“. 
Jiní historici se zaměřují na radikální antiparlamentarismus a násilné potlačování a potlačování dělnického hnutí. Historici jako Jill Lewis předpokládají, „že destrukce demokratických institucí sledovaná křesťanskými socialisty byla zaměřena na vymazání sociální demokracie a ne, jak se omluvně tvrdilo, na ochranu Rakouska před fašismem“. Lucian O. Meysels rovněž považuje termín „austrofašismus“ za legitimní, neboť vedoucí osobnosti režimu jako Ernst Rüdiger Starhemberg byly v obzvláště úzkém osobním, finančním a ideologickém kontaktu s Mussoliniho fašistickým státem. 